# Esteban Fernandino II

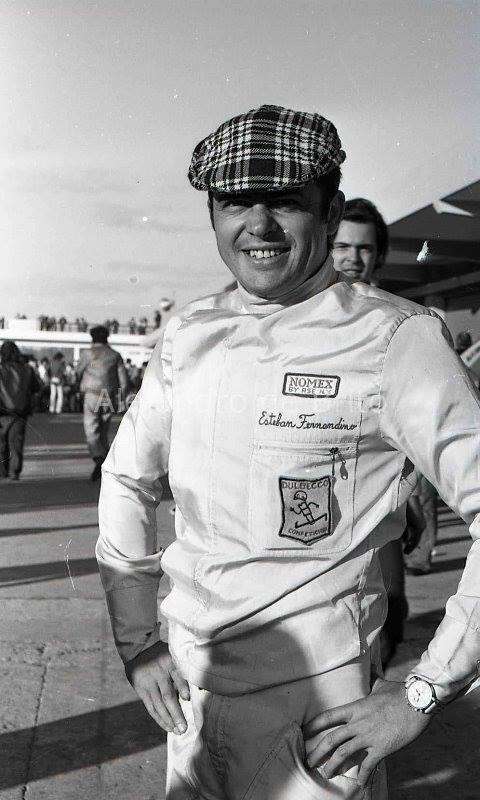
Esteban Fernandino II en 1973.

Esteban Fernandino II (17 de diciembre de 1944, Coronel Pringles - 25 de julio de 2007, Bahía Blanca), conocido como Chango, fue un piloto de automovilismo argentino que participó en diferentes categorías de nivel nacional.
Seguidor de la trayectoria de su padre (que llevaba el mismo nombre), se destacó en cada categoría por ser defensor de la marca Ford, marca con la que compitió y ganó en las dos categorías más populares de la Argentina, el Turismo Carretera y el TC 2000.
Si bien nunca ganó un campeonato, es recordado por la parcialidad de Ford Motor como uno de sus máximos referentes en el automovilismo nacional, compartiendo la galería de ídolos con pilotos como los Hermanos Gálvez, los Hermanos Emiliozzi, Héctor Gradassi o Rodolfo de Álzaga.

## Biografía
Nacido en la localidad de Coronel Pringles, heredó la afición de su padre, llamado también Esteban Fernandino, un eximio piloto del antiguo TC, por los autos de carrera. Para diferenciarlos, al pequeño Esteban lo apodaban Chango.

Su camino en el automovilismo nacional comenzó a desandarlo en el año 1966 cuando debutó en la Clase 4 del Turismo Anexo J (hoy Turismo Nacional), a bordo de un Fiat 1500. Precisamente con ese auto y en esa categoría, se coronó Campeón diez años después en 1976. Más tarde, llegó su debut en la Fórmula 2 Mecánica Argentina, donde se consagraría campeón en 1973.

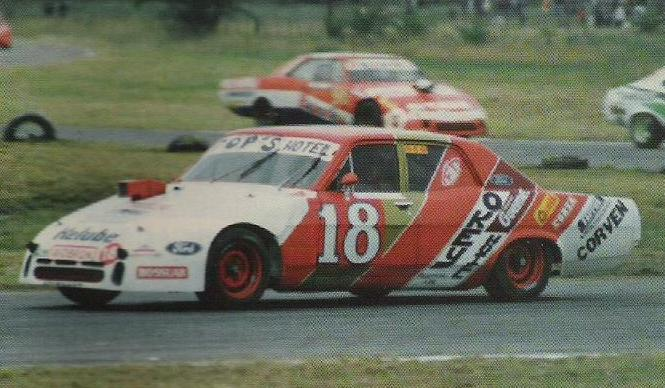
Ford Fairlane de Esteban del año 1980.

Por esos años, vendría su debut en el Turismo Carretera. Aunque en sus comienzos, se inició a bordo de un Chevrolet, finalizó su carrera a bordo de autos de la marca Ford, siguiendo con la tradición de su padre. Con esta marca ganaría en cuatro ocasiones. Pero lo que realmente terminó de vincular al Chango con la marca Ford, fue su incursión en el TC 2000, a bordo de uno de los Ford Taunus preparados por José Miguel Herceg, para el equipo oficial, acompañando en el equipo a Juan María Traverso, futuro 7 veces campeón de la especialidad. Tuvo participación en la categoría Club Argentino de Pilotos (CAP), a bordo de un Datsun 280 ZX. Con el Datsun registra una victoria de punta a punta en el autódromo de la ciudad Avellaneda, en la provincia de Santa Fe; carrera que se largó bajo una lluvia torrencial el 24 de marzo de 1985.

### TC 2000
En TC 2000, representó a la marca Ford durante mucho tiempo, llegando a coronarse subcampeón en 1980 solo detrás de Jorge Omar Del Río y en 1984, detrás de Mario Gayraud, dándole (entre los dos) no solo el ansiado campeonato al Ford Taunus, sino dándole a la marca su primer 1-2 en un campeonato de TC 2000 al año siguiente 1985 compitió con Renault 18 GTX. Luego de eso, se presentó a correr con un Ford Sierra en los años 1987 a 1990. continuó su carrera en el TC, siempre a bordo de autos Ford (alternó en esos años con Falcon y Fairlane), Dodge GTX y dejando la actividad a mediados de los '90.
Falleció el 25 de julio de 2007, en Bahía Blanca, ciudad donde residía luego de su retiro, víctima de una penosa enfermedad.